# Selecció turca de corfbol
La selecció turca de corfbol és l'equip de corfbol que representa a Turquia a les competicions internacionals. Va ser establerta l'any 2009. El 2019 va guanyar el dret de participar en els finals europeus de 2020, en els eliminatoris d'Ucraina guanyant als anfitrions Ucraina 17-3, Belarús 31-5, Suècia 25-8, Grecia 18-6, i Suïssa 18-8. El jugador turc İnanç Demirel, amb 20 punts (gols) va ser el MVP del torneig.

## Història
| Campionat d'Europa |                       |               |               |
| Any                | Campionat             | Seu           | Classificació |
| 2010               | 4a Campionat d'Europa | Països Baixos | 16a plaça     |

| European Bowl |                  |            |                |
| Any           | Campionat        | Seu        | Classificació  |
| 2009          | 3a European Bowl | Eslovàquia | 3a plaça (Est) |

## Equip al European Bowl 2009
Jugadores i jugadors de la selecció nacional a l'European Bowl 2009
| - Asena Durmuş - Cevriye Sel - Didem Kahya - Nalan Ayas - Selin Tutar - Tuğçe Nehir - Nefize Sayıldı |  | - Deniz Aktaş - Emrah Aksümer - Muhammed Emin Can - Vahit Berk Polat - Eren Haşhaş - Enis Bayraktar - Oktay Göksel |  |  |

- Seleccionador: Daniel De Rudder

## Equip actual
- Koray Çınar
- İnanç Demirel